# Банжул
Банжу́л, або Банджул (англ. Banjul; араб. بانجول) — столиця і головний порт Гамбії, яке розташовується на острові в гирлі річки Гамбія. Населення міста 34,6 тис. осіб (оцінка 2010 року), 44,5 тис. осіб (1983 рік). Засноване в 1816 році як поселення для звільнених рабів; до 1973 року називалося Батерст.
У 1981 році тут на Асамблеї глав держав та урядів Організації Африканської Єдності прийняли Африканську хартію прав людини і народів.

## Історія
1816 року британські колонізатори заснували Банжул як місто для торгівлі і поселення звільнених рабів. Спочатку місто називалося Батерст, на честь Генрі Батерста, секретаря британського Міністерства у справах колоній, але 1973 року отримало сучасну назву.
22 липня 1994 року в Банжулі стався державний заколот, на честь якого на в'їзді міста збудували тріумфальну арку (Арка 22). Наразі в ній розташовується музей текстилю.
Серед інших визначних місць у Банжулі можна виділити Гамбійський національний музей, ринок «Альберт», Президентський палац, будівлю суду, два собори і декілька великих мечетей.

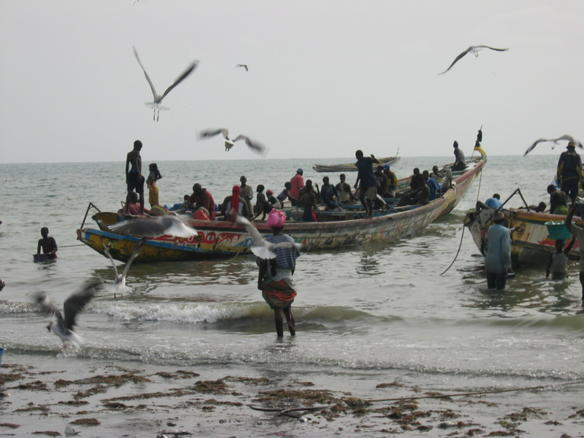
Рибалки
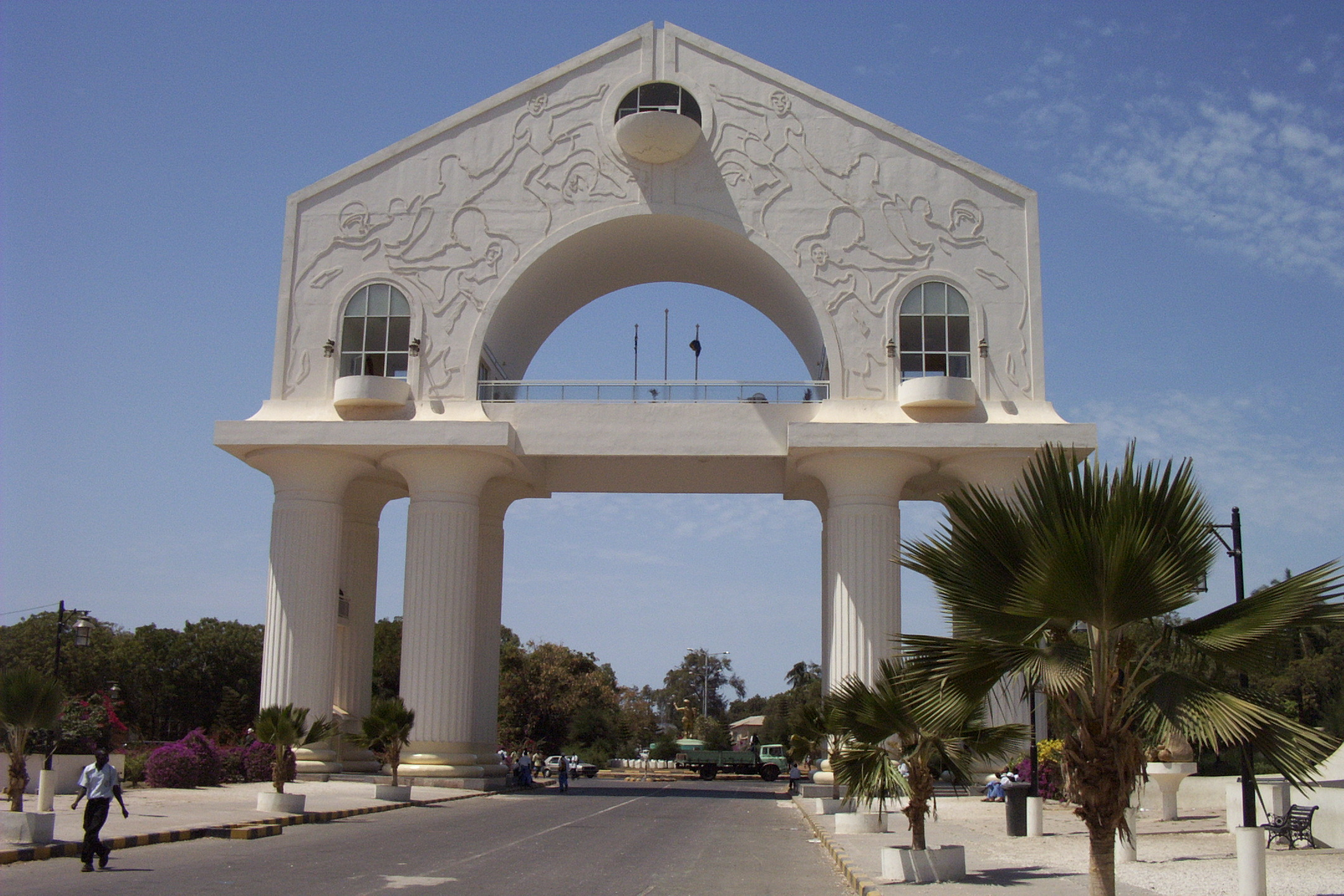
Арка 22 на в'їзді до Банжула
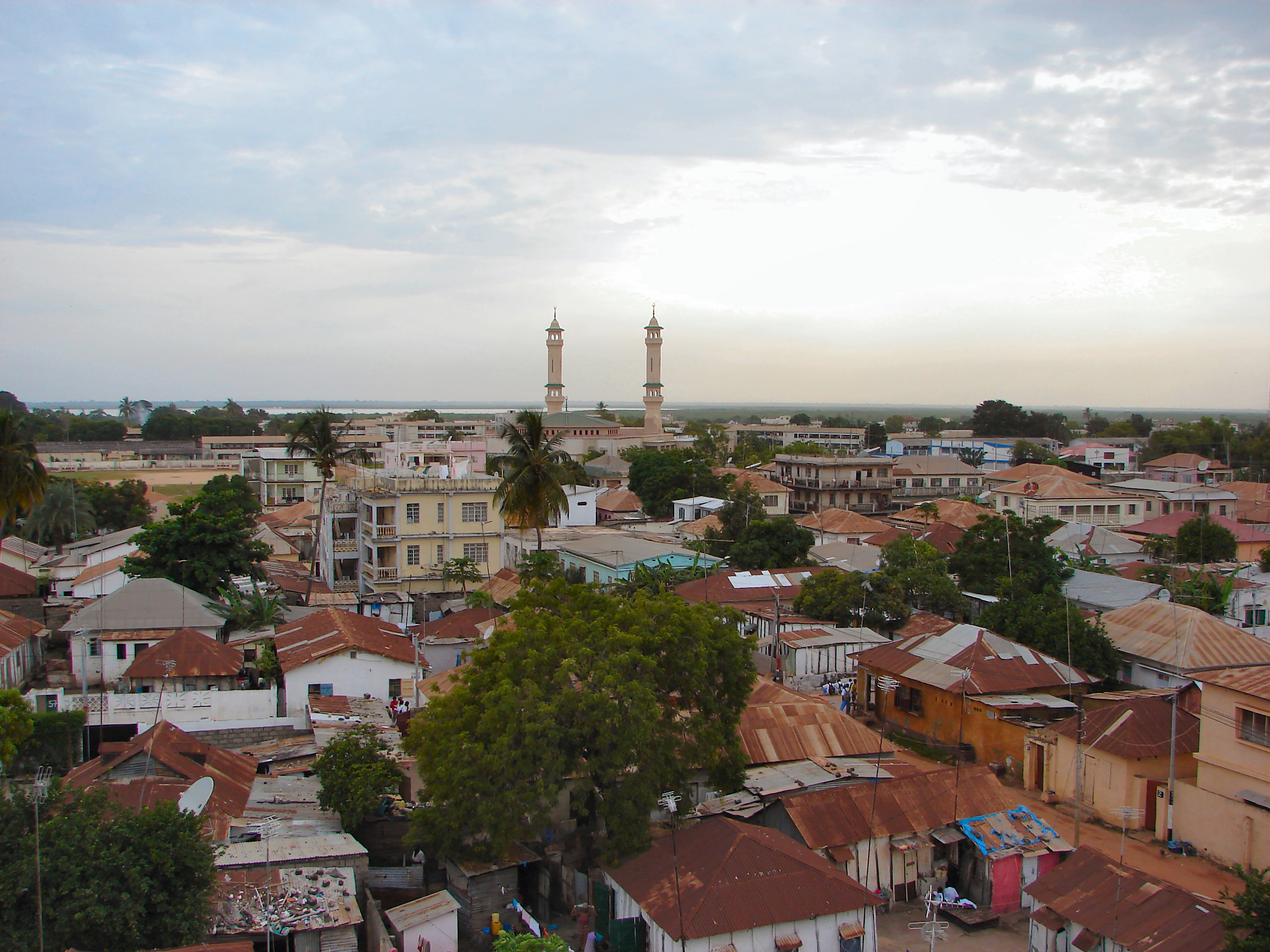
Центральна частина міста

## Клімат
Місто знаходиться у зоні, котра характеризується кліматом тропічних саван. Найтепліший місяць — червень із середньою температурою 27.8 °C (82 °F). Найхолодніший місяць — січень, із середньою температурою 23.9 °С (75 °F).
| Клімат Банжула          | Клімат Банжула | Клімат Банжула | Клімат Банжула | Клімат Банжула | Клімат Банжула | Клімат Банжула | Клімат Банжула | Клімат Банжула | Клімат Банжула | Клімат Банжула | Клімат Банжула | Клімат Банжула | Клімат Банжула |
| Показник                | Січ.           | Лют.           | Бер.           | Квіт.          | Трав.          | Черв.          | Лип.           | Серп.          | Вер.           | Жовт.          | Лист.          | Груд.          | Рік            |
| Абсолютний максимум, °C | 40             | 45             | 40             | 45             | 41             | 42             | 38             | 42             | 42             | 41             | 40             | 38             | 45             |
| Середній максимум, °C   | 28             | 30             | 30             | 30             | 30             | 30             | 30             | 29             | 30             | 30             | 30             | 28             | 30             |
| Середня температура, °C | 23             | 25             | 25             | 25             | 26             | 27             | 27             | 27             | 27             | 27             | 26             | 24             | 26             |
| Середній мінімум, °C    | 18             | 20             | 20             | 21             | 22             | 25             | 25             | 24             | 23             | 23             | 21             | 19             | 22             |
| Абсолютний мінімум, °C  | 8              | 11             | 8              | 13             | 16             | 20             | 18             | 17             | 18             | 17             | 12             | 8              | 8              |
| Норма опадів, мм        | 2              | 1              | 0              | 0              | 0              | 71             | 232            | 380            | 276            | 88             | 5              | 1              | 1056           |
| Днів з опадами          | 1              | 1              | 1              | 0              | 1              | 4              | 12             | 16             | 11             | 5              | 1              | 1              | 54             |
| Днів з дощем            | 1              | 1              | 1              | 0              | 1              | 4              | 12             | 15             | 11             | 5              | 1              | 1              | 53             |
| ----------------------- | -------------- | -------------- | -------------- | -------------- | -------------- | -------------- | -------------- | -------------- | -------------- | -------------- | -------------- | -------------- | -------------- |
| Джерело: Weatherbase    |                |                |                |                |                |                |                |                |                |                |                |                |                |